# Caeroesi
Les Caeroesi  étaient un petit peuple celte  (celto-germanique selon Venceslas Kruta) du nord-est de la Gaule (Gaule belgique selon la terminologie des Romains), dont le territoire se situait en Ardenne. Ils avaient pour principaux voisins les Condruses, Éburons et les Pémanes.

## Historiographie
Ils nous sont connus par une mention de Jules César dans le livre II de ses Commentaires sur la Guerre des Gaules. Informé des préparatifs et manœuvres militaires des peuples belges contre les légions romaines, il s’enquiert de la puissance de chacun d’eux auprès de ses alliés, les Rèmes.
« Il [Galba, roi des Suessions] possédait douze villes, il s’engageait à fournir cinquante mille hommes. Les Nerviens en promettaient autant : ils passent pour les plus farouches des Belges et sont les plus éloignés ; les Atrébates amèneraient quinze mille hommes, les Ambiens dix mille, les Morins vingt-cinq mille, les Ménapes sept mille, les Calètes dix mille, les Véliocasses et les Viromandues autant, les Atuatuques dix-neuf mille ; les Condruses, les Eburons, les Caeroesi, les Pémanes, qu’on réunit sous le nom de Germains, pensaient pouvoir fournir environ quarante mille hommes. »
— Jules César, Commentaires sur la Guerre des Gaules, Livre II, 4.

## Sources et bibliographie
- Venceslas Kruta, Les Celtes, Histoire et Dictionnaire, page 508, Éditions Robert Laffont, coll. « Bouquins », Paris, 2000,  (ISBN 2-7028-6261-6).
- John Haywood (intr. Barry Cunliffe, trad. Colette Stévanovitch), Atlas historique des Celtes, éditions Autrement, Paris, 2002,  (ISBN 2-7467-0187-1).
- Danièle et Yves Roman, Histoire de la Gaule, Librairie Arthème Fayard, Paris, 1997,  (ISBN 2-7028-1646-0).
- Consulter aussi la bibliographie sur les Celtes et la bibliographie de la mythologie celtique.

## Wikisource
- Jules César, Commentaires sur la Guerre des Gaules, Livre II